# Faina Kirschenbaum
Faina Kirschenbaum (hebr.: פאינה קירשנבאום, ang.: Faina Kirschenbaum  ur. 27 listopada 1955 w Związku Radzieckim) – izraelska polityk, w latach 2013–2015 wiceminister spraw wewnętrznych, latach 2009–2015 poseł do Knesetu z listy partii Nasz Dom Izrael (Jisra’el Betenu).

## Życiorys
Urodziła 27 listopada 1955 w ZSRR. Do Izraela wyemigrowała w 1973. Uzyskała bakalaureat na 
Thames Valley University w Londynie, a następnie ukończyła studia magisterskie na Uniwersytecie w Derby oraz podyplomowe na Uniwersytecie Bar-Ilana w Ramat Ganie.
W polityce związała się z partią rosyjskich imigrantów – Jisra’el Betenu. Była dyrektorem generalnym partii, a w wyborach parlamentarnych w 2009 po raz pierwszy dostała się do izraelskiego parlamentu. W 2013 uzyskała reelekcję. 18 marca tego roku została powołana w skład  w trzeciego rządu Binjamina Netanjahu jako wiceminister spraw wewnętrznych, w resorcie kierowanym przez Gidona Sa’ara, a od 5 listopada 2014 przez Gilada Erdana. Pozostała na stanowisku do 31 marca 2015. Utraciła miejsce w parlamencie w wyborach w 2015.
Zasiadała we władzach Światowego Kongresu Żydów oraz Bet ha-Tefucot (Muzeum Diaspory).